# Zgharta
Zgharta (in arabo  زغرتا ‎?, Zghartā) è una città del Libano, capoluogo dell'omonimo distretto. Si trova nel nord del paese a circa 90 km da Beirut. La popolazione è costituita da cristiani maroniti.